# WWE Studios
WWE Studios pertence a World Wrestling Entertainment, Inc., foi criada em 2002 para atuar na área do cinema. A WWE utiliza seus lutadores para atuar nos filmes.
Até hoje a empresa já co-produziu quatro filmes e produziu cinco independentemente, no qual The Marine foi a primeira produção completa da WWE, enquanto o primeiro lançamento direto as telas de cinema de todo os Estados Unidos foi See No Evil.
Stone Cold Steve Austin recentemente assinou contrato para estrelar três filmes.
Antes de criar a WWE Films, a WWE produziu o filme No Holds Barred estrelando Hulk Hogan.

## Filmografia
Como co-produtora
- The Scorpion King (2002) - estrelando The Rock.
- The Rundown (2003) - estrelando The Rock.
- Walking Tall (2004) - estrelando The Rock.
- Behind Enemy Lines: Colombia (2009) - estrelando Mr. Kennedy.

Como produtora
- The Mania Of WrestleMania (2004) - Um documentário seguindo o plantel da WWE através da WrestleMania XIX
- See No Evil (2006) - estrelando Kane.
- The Marine (2006) - estrelando John Cena.
- The Condemned (2007) - estrelando Stone Cold Steve Austin.
- 12 Rounds (2009) - estrelando John Cena.
- The Marine 2 (2009, Direto para DVD) - estrelando Ted DiBiase, Jr.
- Legendary (2010) - estrelando John Cena
- Knucklehead (2010) - estrelando Big Show
- Inside Out (2011) - estrelando Triple H
- That's What I Am (2011) - estrelando Randy Orton
- The Reunion (2011) - estrelando John Cena
- Bending The Rules (2012) - estrelando Edge
- The Day (2012)
- No One Lives (2012) - estrelando Brodus Clay
- Leprechaun: Origins (2013)
- The Marine 3: Homefront (2013) - estrelando The Miz
- 12 Rounds: Reloaded (2013) - estrelando Randy Orton
- Jingle All the Way 2 (2014) - estrelando Santino Marella
- The Marine 4: Moving Target (2015) - estrelando The Miz e Summer Rae
- 12 Rounds 3: Lockdown (2015) - estrelando Dean Ambrose